# Lonomaʻaikanaka
Lonomaʻaikanaka (ʻaikanaka = "caníbal") era la reina de la isla de Hawái en Antiguo Hawái. Ella era también la Gran Jefa de Maui y de Hilo.
Su padre era el Gran Jefe Ahu-a-ʻI y su madre era la Gran Jefa (princesa) Piʻilaniwahine de Maui, la hija del rey Kalanikaumakaowākea de Maui.
Lonomaʻaikanaka se casó con el rey de Hawái, el hombre llamado Keaweʻīkekahialiʻiokamoku. Los hijos de Lonomaʻaikanaka y de Keaweʻīkekahialiʻiokamoku eran los príncipes Kalaninuiamamao y Kekohimoku.
Lonomaʻaikanaka se también caso con el Gran Jefe Hulu; la hija de Hulu y de Lonomaʻaikanaka era Kauhiokaka; Kauhiokaka se casó con Keaweʻīkekahialiʻiokamoku.
Lonomaʻaikanaka era la abuela del rey Kalaniʻōpuʻu.